# Bryna stoliczkana
Bryna stoliczkana is een vlinder uit de familie van de Lycaenidae. De wetenschappelijke naam van de soort is voor het eerst geldig gepubliceerd in 1865 door Felder.